# Hekou Zhen (köping i Kina)
Hekou Zhen (kinesiska: 河口, 河口镇) är en köping i Kina. Den ligger i provinsen Yunnan, i den sydvästra delen av landet, omkring 310 kilometer sydost om provinshuvudstaden Kunming.
Genomsnittlig årsnederbörd är 2 354 millimeter. Den regnigaste månaden är juli, med i genomsnitt 520 mm nederbörd, och den torraste är februari, med 29 mm nederbörd.